# Subergorgia compressa
Subergorgia compressa är en korallart som beskrevs av Gray 1857. Subergorgia compressa ingår i släktet Subergorgia och familjen Subergorgiidae. Inga underarter finns listade i Catalogue of Life.